# Franco Fagúndez
Franco Misael Fagúndez Rosa (Montevideo, 19 luglio 2000) è un calciatore uruguaiano, attaccante del Santos Laguna.

## Carriera

### Club
Cresciuto nel vivaio del Nacional, realizza la sua prima rete in occasione della partita di campionato pareggiata per 1-1 contro il Montevideo City Torque.

## Palmarès

### Club

#### Competizioni nazionali
- Campionato uruguaiano: 1

Nacional: 2022